# درة الإسكندر
درّة الإسكندر او الدرة النبيلة (الاسم العلمي: Psittacula eupatria) هو نوع من الطيور يتبع جنس الدرة وفصيلة ببغاوات العالم القديم. سمّي هذا الطائر على اسم الإسكندر الأكبر الذي نقل العديد من الطيور من بنجاب إلى مختلف البلدان والمناطق الأوروبية والمتوسطية، حيث كرمها العائلة الملكية والنبلاء وأمراء الحرب.